# Gheorghe Anton (politician)
Gheorghe Anton (n. 22 februarie 1937) este un politician din Republica Moldova, fost deputat în Parlamentul Republicii Moldova în legislatura 1998-2001 pe listele Partidului Comuniștilor din Republica Moldova.
În perioada 22 iunie 1998 - 23 aprilie 2001, a fost membru supleant în delegația Republicii Moldova la Adunarea Parlamentară a Consiliului Europei. Vorbește limba engleză.